# Железнодорожная катастрофа в Литтл-Корнарде
Железнодорожная катастрофа в Литтл-Корнарде произошла 17 августа 2010 года, когда пассажирский поезд класса «British Rail Class 156», двигавшийся из Садбери в Маркс-Тей со скоростью около 64 км/ч, столкнулся с автоцистерной, пересекавшей железнодорожные пути по нерегулируемому переезду, и частично сошёл с рельсов.
23 человека, находившихся в поезде, получили ранения, из них пятеро, в том числе машинист, — тяжёлые. Водитель грузовика был арестован и лишён права управления транспортными средствами, после того как признался, что не воспользовался системой громкой связи, чтобы получить разрешение диспетчера пересечь железнодорожные пути.

## Столкновение
В 17:33 BST 17 августа 2010 года дизельный поезд «British Rail Class 156» с номером 156417 столкнулся с автоцистерной, пересекавшей железнодорожные пути в районе Гейнсборо, примерно вполпути между станциями Садбери и Берс. Грузовик следовал от очистных сооружений, прилегающих к железнодорожной линии Берс. Ранее, в 17:31 по местному времени, из Садбери в Маркс-Тей проезжал поезд 2T27, принадлежащий компании «Нэшнл Экспресс Ист Англиа», с бригадой почасового обслуживания однопутного маршрута.
Во время крушения поезд двигался со скоростью около 64 км/ч, поскольку машинист за несколько секунд до столкновения применил экстренное торможение, понимая, что грузовик не остановится перед переездом, таким образом удалось замедлить состав, движущегося со скоростью 80 км/ч поезда. В результате столкновения, первые два вагона поезда сошли с рельсов под откос, а грузовик опрокинулся. Несмотря на то, что машинист успел предупредить пассажиров в переднем вагоне о неизбежном столкновении, он, проводник и 21 пассажир получили ранения. Травмы машиниста и четырёх пассажиров оказались серьёзными, и ещё двоим пришлось остаться в больнице на всю ночь.
Среди аварийно-спасательных служб, работавших на месте крушения, была и санитарная авиация. Самолётом одного пациента доставили в Центральную больницу в Колчестере, а другого — в больницу Адденбрукса в Кембридже. Один из пассажиров получил «опасные для жизни» травмы, а у машиниста диагностировали перелом позвоночника. Ещё шестеро пострадавших оставались ночью в Центральной больнице Колчестера, а седьмой — в больнице Западного Суффолка в Бери-Сент-Эдмундс.

## Место происшествия
Протяжённость линии Гейнсборо составляет 19,1 км и связывает Маркс-Тей Большой восточной магистрали в Эссексе с железнодорожной станцией Садбери в Суффолке. Закрытый железнодорожный переезд находится на частной дороге, ведущей к очистным сооружениям, принадлежащим Anglian Water, недалеко от деревни Литл-Корнард между станциями Садбери и Берс. Расстояние от вокзала Ливерпуль-стрит в Лондоне до Садбери составляет 94,1 км, тогда как до переезда — 91,4 км, а до станции Берс — 86,2 км.
Железнодорожный переезд оснащён устройством заграждения переезда (УЗП) и телефонной связью, позволяющей получать разрешение от диспетчера для его пересечения. Network Rail заявила, что от водителя грузовика не последовало звонков до того, как произошло столкновение, что подтверждает в своём отчёте Отдел расследований происшествий на железнодорожном транспорте.

## Последствия
Линия была закрыта до 21:50 19 августа 2010 года. Не считая повреждений подвижного состава и колеи, развалилась водопроводная труба. Британская транспортная полиция арестовала водителя грузовика, которого допрашивали в связи с несколькими предполагаемыми преступлениями, а затем обвинили в угрозе безопасности железной дороги. Обломки грузовика были убраны с линии ранним утром 18 августа, однако пришлось задействовать 130-тонный кран, чтобы поднять вагоны поезда, сошедшие с рельсов. В конечном итоге работы завершились в 04:30 19 августа, а поезд был доставлен в Милтон-Кинс для ремонта.
20 августа водитель грузовика предстал перед судом в Бури-Сент-Эдмундс и был выпущен под залог до 1 октября. 29 октября в Коронном суде Ипсуича он признал себя виновным в угрозе безопасности железной дороги и получил условный срок. 26 ноября он был приговорён к 15 месяцам лишения свободы и отстранён от управления транспортным средством на три года.

## Реакция
Боб Кроу, генеральный секретарь Национального союза железнодорожных, морских и транспортных работников, сказал, что катастрофа была «предотвратимой» и призвал к созданию программы по ликвидации всех переездов из британской железнодорожной сети. Кит Норман, генеральный секретарь Объединённого общества машинистов электровозов и водителей пожарных машин, выразил сожаление относительно того, что уроки не были извлечены из предыдущих аварий, и раскритиковал Network Rail, не способных, по его мнению, модернизировать множество железнодорожных переездов.

## Расследование
Британская транспортная полиция завела дело, с целью установить причины происшествия, сосредоточившись главным образом на том, проводила ли вообще компания Anglian Water надлежащую подготовку водителей, приезжающих к очистным сооружениям, относительно корректного пересечения ими железнодорожного переезда. Отдел расследований происшествий на железнодорожном транспорте проводил собственное расследование инцидента.
Рапорт об обнаружении признаков преступления был опубликован в августе 2011 года. Основной причиной аварии признан факт того, что водитель грузовика выехал на переезд, когда это было небезопасно. Хотя он знал, что должен связаться с дежурным по телефону до и после пересечения переезда, однако не позвонил, а продолжил движение. Отсутствие рельсовой цепи на линии означало, что иногда желающие проехать через переезд вынуждены были стоять до 19 минут, прежде чем получали разрешение. В одном случае, даже было зарегистрировано время ожидания, которое длилось 36 минут. Хотя водители обязаны были получить разрешение на пересечение переезда, процедура отнимала около 30 % времени.
Network Rail не смогла привлечь Anglian Water к ответственности, как и других управомоченных лиц, в отношении пересечения переезда, связанного с риском на протяжении трёх лет, что считалось основной причиной случившейся аварии. Установлено, что конструкция столиков в поездах класса 156 стала причиной множественных травм, хотя сам поезд в целом, как предполагалось, соответствовал техническим требованиям в отношении вероятного столкновения, а вот указатели на переезде предоставляли неясную информацию и, следовательно, могли быть определяющим фактором. После инцидента телефоны на переезде установили таким образом, что водителю не нужно было открывать шлагбаум, чтобы получить к ним доступ. Регламентировалось применение миниатюрных стоп-сигналов и рельсовой цепи на линии переезда. Anglian Water прекратила сотрудничество с внешними подрядчиками для удаления шлама из очистных сооружений. Отчёт содержал также шесть рекомендаций.